# Cham-e Hāshem
Cham-e Hāshem (persiska: چم هاشم) är en ort i Iran.   Den ligger i provinsen Khuzestan, i den centrala delen av landet, 500 km söder om huvudstaden Teheran. Cham-e Hāshem ligger 91 meter över havet och antalet invånare är 129.
Terrängen runt Cham-e Hāshem är platt.  Runt Cham-e Hāshem är det ganska tätbefolkat, med 58 invånare per kvadratkilometer. Närmaste större samhälle är Bon-e Rashīd, 5,9 km öster om Cham-e Hāshem. Omgivningarna runt Cham-e Hāshem är i huvudsak ett öppet busklandskap.